# Ulica Szeroki Dunaj w Warszawie
Ulica Szeroki Dunaj – ulica na Starym Mieście w Warszawie. Ma postać niewielkiego placu, znajdującego się między ul. Wąski Dunaj a murami obronnymi.

## Historia
Od XV wieku wraz z ulicą Wąski Dunaj, Szeroki Dunaj występował pod jedną wspólną nazwą Dunaj, pochodzącą od nazwy strumienia, który miał tutaj swoje źródło. 
Od roku 1631 na Szerokim Dunaju sprzedawano śledzie i inne ryby solone (rybami świeżymi wolno było handlować tylko przekupkom na Rynku Starego Miasta). Po stronie wschodniej znajdowały się kramy szewców. W roku 1632 północną stronę Szerokiego Dunaju zabudowano jatkami rzeźniczymi przylegającymi do murów obronnych przy bramie Rzeźniczej. W późniejszym okresie jatki zostały zastąpione kamienicami. Zabudowę wschodniej strony placu tworzyły kamienice będące tylną zabudową działek wytyczonych przy ulicy Nowomiejskiej, strony zachodniej – kamienice wybudowane na stosunkowo długich działkach ciągnących się ku murom obronnym Starej Warszawy.
W 1933 istniejąc na placu targowisko zostało zlikwidowane. W latach 1937–1938 podczas odsłaniania murów obronnych rozebrano część zabudowy pierzei północnej.
Zabudowa ulicy została zniszczona w roku 1944 – kamienice zachowały jedynie piwnice i fragmenty fasad. Podczas odbudowy w latach 1955–1963 wszystkie domy zrekonstruowano. Zrezygnowano jednak z odbudowy przylegającego niegdyś do muru obronnego domu numer 12.

## Ważniejsze obiekty
- Relikty Bramy Rzeźniczej wraz z przejściem na międzymurze.
- Dom numer 2, dawna siedziba cechu szewskiego. Kamienica została odbudowana w 1954[5]. Obecnie znajduje się tu Muzeum Cechu Rzemiosł Skórzanych (ul. Wąski Dunaj 10).
- Dom numer 5 należący do Jana Kilińskiego[4]. Na budynku znajduje się upamiętniająca go tablica, wmurowana w 1961 w miejsce tablicy umieszczonej tam w 1916[6].
- Dom numer 13, ostatnia z odbudowanych kamienic w 1956, tzw. Dom Kata. Od lat 60. XX wieku mieści się tam Cech Rzemiosł Różnych[5].
- Od 1970 w północnej części Szerokiego Dunaju stoi XIX-wieczna żeliwna studnia upamiętniająca źródło, skąd brał początek płynący tam niegdyś potok[5].

## Upamiętnienia
- Na ścianie kamienicy przy ul. Wąski Dunaj 10 (od strony Szerokiego Dunaju) w 2008 umieszczono tablicę upamiętniającą Aleksandra Czamera (wł. Alexandra Chalmersa) – Szkota, kilkukrotnego burmistrza Starej Warszawy.

## Galeria

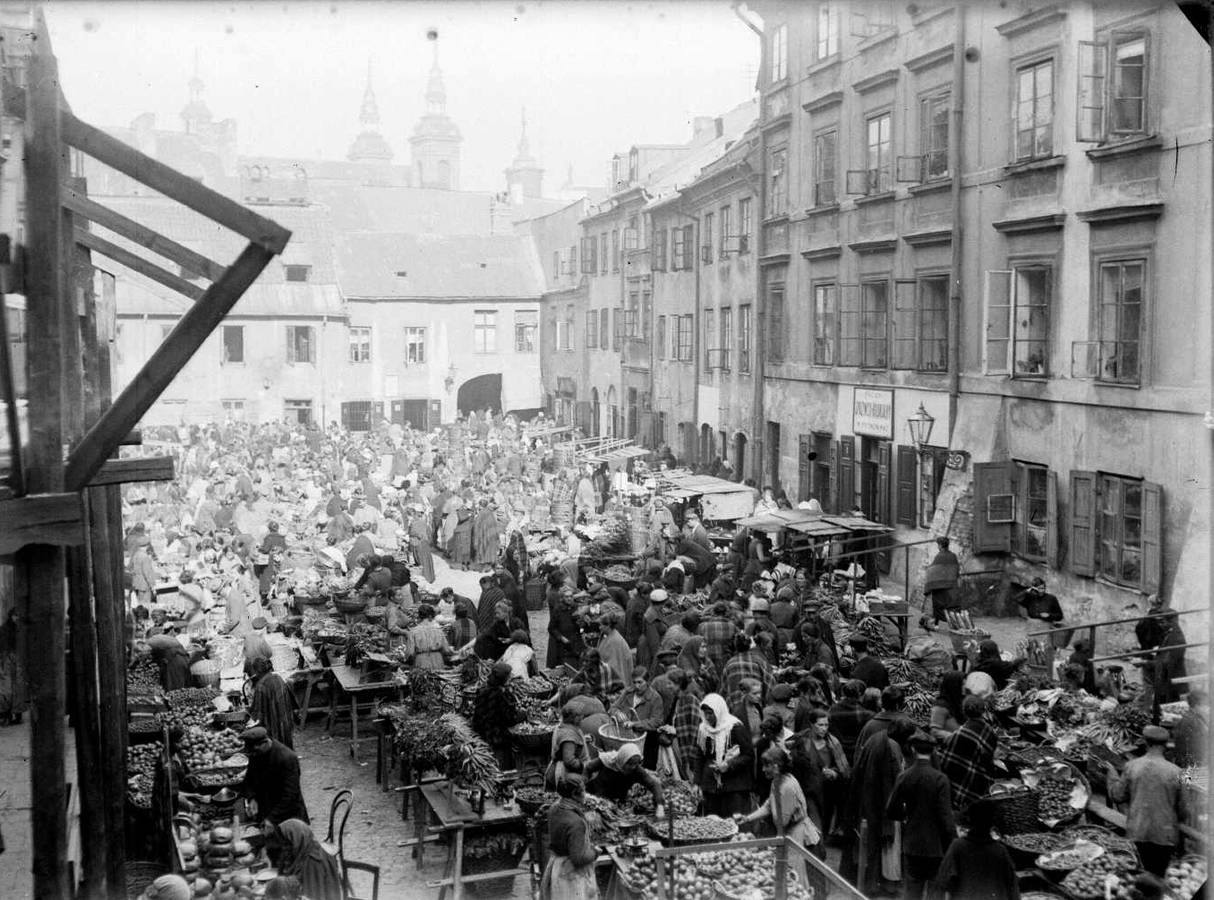
Targ na Szerokim Dunaju przed II wojną światową
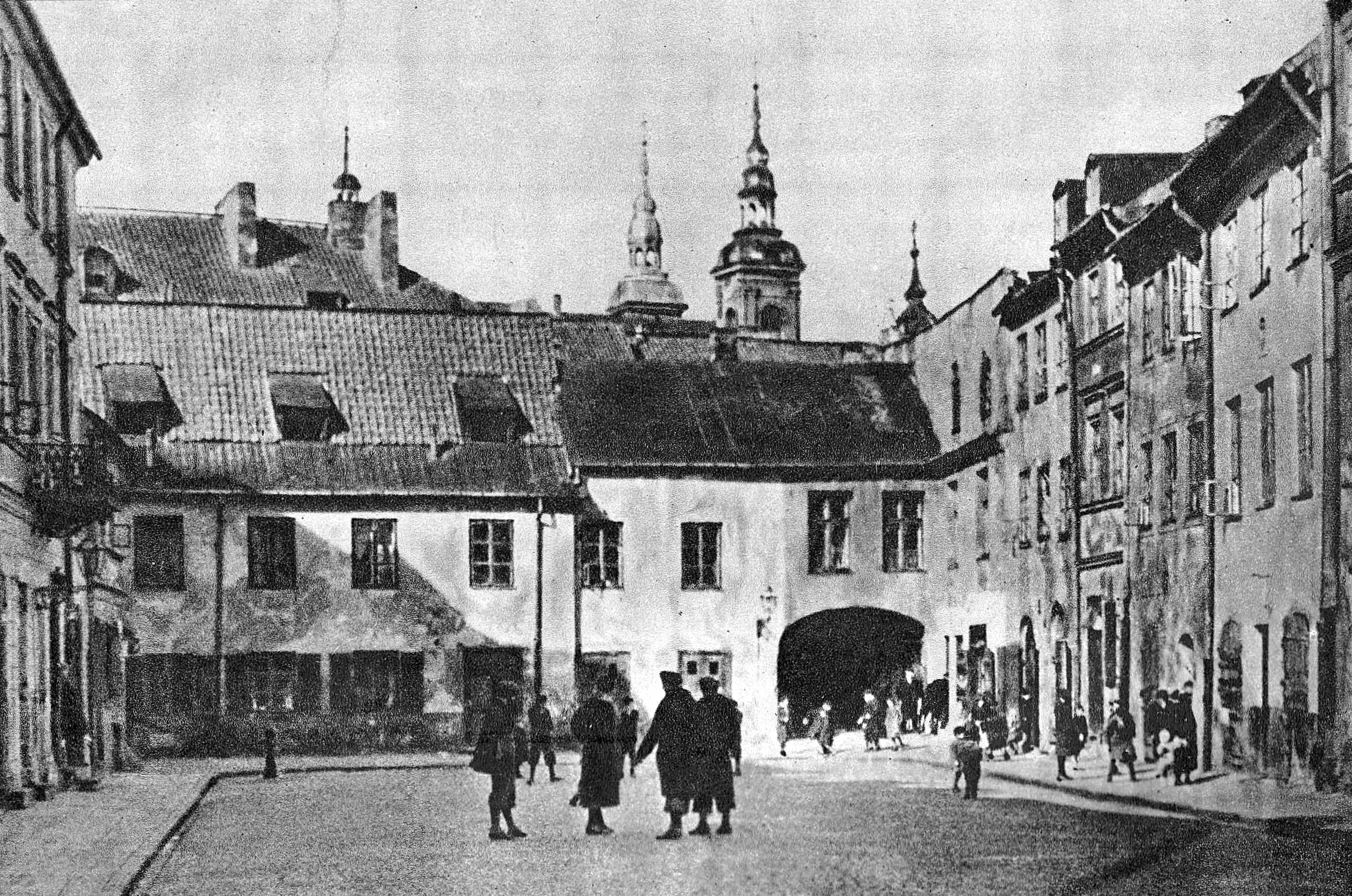
Ulica przed 1939, widoczna kamieniczka nr 12, które nie została odbudowana po 1945
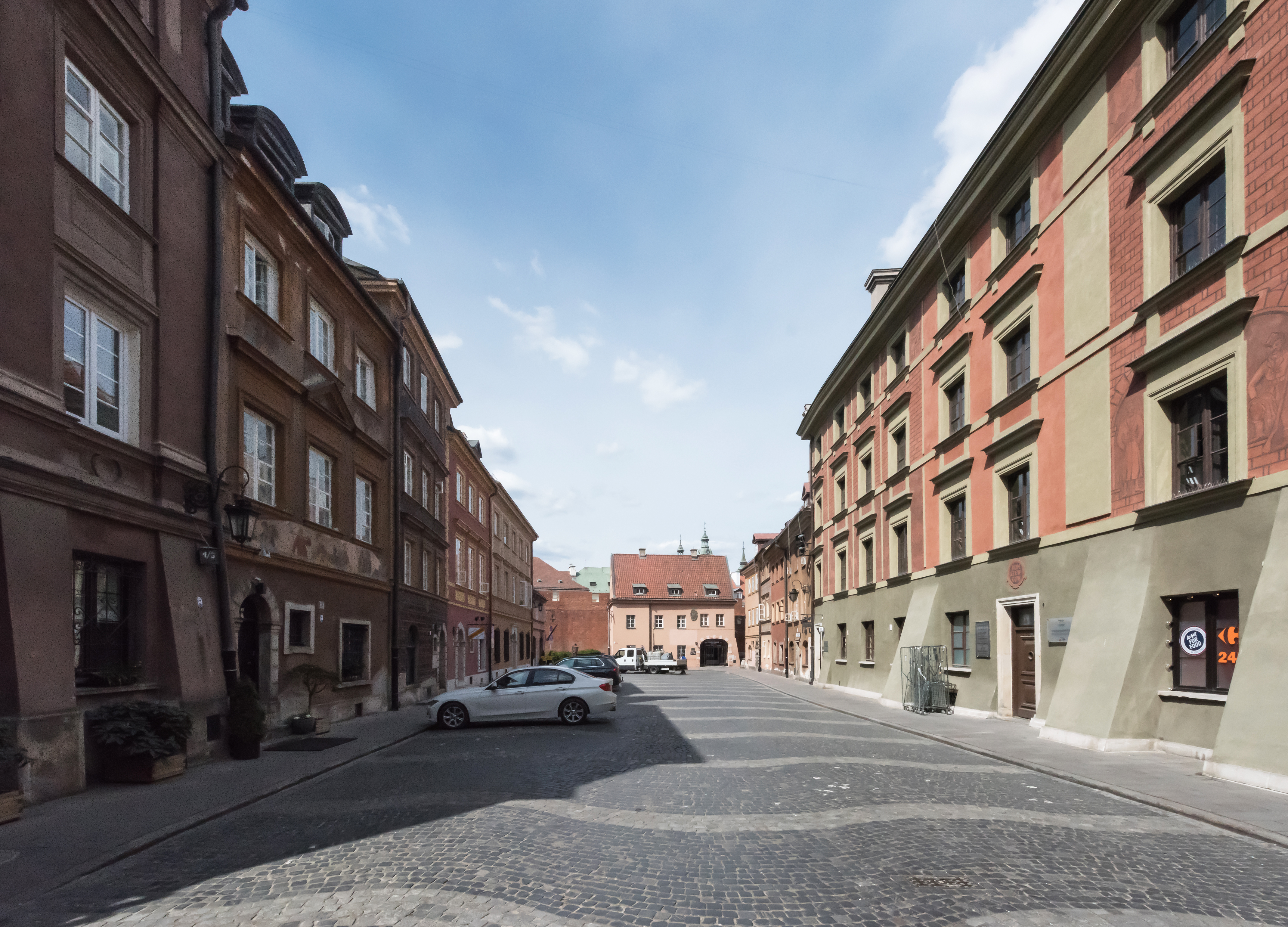
Ulica Szeroki Dunaj, widok w kierunku murów obronnych (2020)